# Oklahoma! (película de 1955)
Oklahoma! es una película musical de 1955 basada en una obra teatral musical de mismo título, escrita por Richard Rodgers y Oscar Hammerstein II, y estrenada en Broadway en marzo de 1943. Está protagonizada por Gordon MacRae, Shirley Jones, Rod Steiger, Charlotte Greenwood, Gloria Grahame, Gene Nelson, James Whitmore y Eddie Albert. La producción fue el primer musical dirigido por Fred Zinnemann.

## Sinopsis
En el territorio de Oklahoma en el cambio del siglo XX, dos chicos vaqueros compiten por un rancho y un viajero por el corazón de una mujer que aman.